# Kieron Gillen
Kieron Michael Gillen (Stafford, 30 settembre 1975) è un fumettista e giornalista britannico noto principalmente come autore dei fumetti creator-owned Phonogram e The Wicked + The Divine, entrambi disegnati da Jamie McKelvie, oltre che per i lavori alla Marvel Comics sulle testate Journey into Mystery, Uncanny X-Men, Iron Man, Giovani Vendicatori e diverse serie dedicate all'universo di Guerre stellari. È inoltre co-fondatore e redattore occasionale della testata online Rock, Paper, Shotgun, specializzata nell'ambito di giochi per PC, e ha scritto per altre testate quali PC Gamer UK, The Escapist, Wired e The Guardian.

## Carriera
Nato da una famiglia cattolica della classe operaia, trascorre la giovinezza nelle Midlands. Durante l'adolescenza si appassiona alla musica metal e ai GDR, avvicinandosi ai fumetti intorno ai vent'anni.
La sua carriera di giornalista e critico videoludico comincia nella seconda metà degli anni '90, collaborando a numerose testate di settore cartacee e online.
Nei primi anni 2000 esordisce nel campo dei fumetti scrivendo tie-in di Warhammer Monthly e Chaos League, e nel 2003 comincia una stretta collaborazione con il disegnatore Jamie McKelvie, lavorando con lui ad una striscia periodica per PlayStation Official Magazine (UK). Proprio con McKelvie dà vita nel 2006 alla miniserie a fumetti Phonogram pubblicata da Image Comics.
Nel 2007 diviene uno dei fondatori e principali redattori della testata Rock, Paper, Shotgun e nel 2008 esordisce per Marvel Comics con due storie dedicate ai personaggi di Dazzler e Beta Ray Bill. Per la stessa casa editrice scrive nel 2009 il tie-in Dark Avengers: Ares collegato all'evento Regno oscuro e ottiene il suo primo incarico su una serie regolare, S.W.O.R.D.. A causa degli impegni sempre più stringenti con la Marvel Gillen decide di interrompere la collaborazione stabile con Rock, Paper, Shotgun nel 2010, anno in cui succede allo sceneggiatore Matt Fraction sulla testata Thor, pur continuando a scrivervi occasionalmente.
Successivamente diviene lo sceneggiatore della testata Generation Hope, nata in seguito all'evento Second Coming, per poi prendere in mano le redini della testata Uncanny X-Men fino al crossover Avengers vs. X-Men. Inoltre, in concomitanza con Fear Itself, scrive la serie tie-in Journey into Mystery.
Nel 2012, con l'avvento del rilancio Marvel NOW!, diviene lo sceneggiatore delle testate Invincible Iron Man, disegnata da Greg Land, e Giovani Vendicatori, disegnata da Jamie McKelvie. Nel 2013 comincia a collaborare con l'Avatar Press, per la quale crea le serie Über e Mercury Heat, oltre ad essere tra gli autori dell'antologia Cinema Purgatorio creata da Alan Moore.
Nel 2014 crea per Image Comics la serie The Wicked + The Divine, nuovamente in collaborazione con Jamie McKelvie. Nel 2016 la Marvel gli affida la sceneggiatura di diverse testate, miniserie e one-shot dedicate all'universo di Guerre stellari, in particolare la serie regolare Star Wars: Darth Vader.
Nel 2019 debutta per Dynamite Entertainment con la miniserie Peter Cannon: Thunderbolt disegnata da Caspar Wijngaard, avente come protagonista l'omonimo personaggio creato da Pete Morisi per la casa editrice Charlton Comics utilizzato da Alan Moore e Dave Gibbons come base per la creazione di Ozymandias in Watchmen. Quest'ultima segna anche il suo ritorno al genere supereroistico. Debutta anche per Boom!Studios con Once and Future, disegnato da Dan Mora, un'avventura horror che attinge dal Ciclo bretone.
Nel 2020 scrive per Image Comics le serie fantasy Die, disegnata da Stephanie Hans, e Ludocrats, scritta insieme al critico videoludico Jim Rossignol e disegnata da Jeff Stokely. Per Marvel Comics scrive la serie Warhammer 40.000, disegnata da Jacen Burrows, e la maxiserie Eternals disegnata da Esad Ribić.

## Opere

### Image Comics
- Phonogram (con Jamie McKelvie, 2006–2016)
- This is a Souvenir: "Sweeping the Nation" (con Jamie McKelvie)
- The CBLDF Presents Liberty Annual '12: "Unleashed" (con Nate Bellegarde, 2012)
- Three #1–5 (con Ryan Kelly, 2013–2014)
- The Wicked + The Divine (con Jamie McKelvie e Matt Wilson, Image Comics, 2014–2019)
- Die (con Stephanie Hans, 2018 - in corso)

### Marvel Comics
- newuniversal: 1959 (con Greg Scott, one-shot, 2008)
- Manifest Destiny #5: "Dazzler: Solo" (con Sara Pichelli, 2009)
- Origins: Sabretooth (con Dan Panosian, one-shot, 2009)
- Dark Reign: The Cabal: "The Judgment of Namor" (con Carmine Di Giandomenico, one-shot, 2009)
- S.W.O.R.D #1–5 (con Steve Standers, 2010)
- Generation Hope (2011-2012)
- Uncanny X-Men (2011-2012):
- Regenesis (con Billy Tan, one-shot, 2011)
- Avengers vs. X-Men: AvX: VS #2: "Spider-Man vs. Colossus" (con Salvador Larroca, 2012)
- AVX: Consequences #1–5 (con Tom Raney, Steve Kurth, Scot Eaton, Mark Brooks, e Gabriel Hernandez Walta, 2012)
- Beta Ray Bill: The Green of Eden (con Dan Brereton, one-shot, 2009)
- Beta Ray Bill: Godhunter #1–3 (con Jose Angel Cano Lopez, 2009)
- Thor (2010)
- Journey into Mystery (con Doug Braithwaite, Richard Elson, Carmine Di Giandomenico, Alan Davis e Stephanie Hans, 2011–2012)
- Dark Avengers: Ares #1–3 (con Manuel Garcia, 2009–2010)
- The Mystic Hands of Doctor Strange: "The Cure" (con Frazer Irving, one-shot, 2010)
- World War Hulks: Spider-Man vs. Thor #1–2 (con Jorge Molina e Paul Pelletier, 2010)
- Captain America e Batroc: "Traceur" (con Renato Arlem, one-shot, 2011)
- Iron Man vol. 5 (2012-2014):
- Young Avengers vol. 2 (2012-2014):
- Revolutionary War: Dark Angel (con Salvador Larroca, one-shot, 2014)
- Original Sin #3.1-3.4 (con Luke Ross e Mark Waid, 2014)
- Angela: Asgard's Assassin #1-6 (con Marguerite Bennett e Stephanie Hans, 2014-2015)
- 1602: Witch Hunter Angela (con Marguerite Bennett e Stephanie Hans, 2015)
- Star Wars: Darth Vader #1-25 (con Salvador Larroca, 2015-2016)
- Doctor Aphra #1-19 (2016-2018)
- Star Wars #38-67 (con Salvador Larroca, 2018-2019)
- Warhammer 40,000: Marneus Calgar #1-5 (con Jacen Burrows, 2020)
- Eternals #1-12 (con Esad Ribic, 2020)

### Avatar Press
Über #0-ongoing (con Canaan White, Gabriel Andrade e Daniel Gete Avatar, 2013–...)
Cinema Purgatorio (con Ignacio Calero, 2016)
Mercury Heat (con Omar Francia e Nahuel Lopez 2016–17)

### Boom! Studios
- Warhammer: Crown of Destruction #1–4 (con Dwayne Harris, 2008)
- CBGB #1: "A NYC Punk Carol" (con Marc Ellerby, 2010) collected in CBGB (tpb), 112 pages, 2010, ISBN 1-60886-024-8
- Once & Future #1-ongoing (2019-, con Dan Mora e Tamra Bonvillain)

### Tokyopop
- StarCraft: Frontline Volume 2: "A Ghost Story" (con Hector Sevilla Lujan, Tokyopop Manga, 2009)

### Dynamite Entertainment
- Peter Cannon: Thunderbolt #1-5 (con Caspar Wijngaard, Dynamite Entertainment, 2019)